# Pedro de Unamuno
Pedro de Unamuno war ein spanischer Soldat und Seefahrer des 16. Jahrhunderts, der vor allem Neuspanien und Spanisch-Ostindien bereiste, hauptsächlich in der Capitanía General de Filipinas (heute: Philippinen). Er kommandierte die Galeone Nuestra Señora de la Esperanza, die im Jahr 1587 die zweite historisch belegte Pazifik-Überquerung von Asien nach Amerika unternahm. Vor ihm hatte dies erst 1584 sein Zeitgenosse Francisco Gali erreicht.

## Pazifik-Überquerung
Die Reise startete in Macau am 12. Juli 1587, und er erreichte die kalifornische Küste am 18. Oktober, bei den Koordinaten von 35.5° Nördlicher Breite, wo die Mannschaft in einer sandigen Bucht an Land ging (möglicherweise Morro Bay). Dort trafen sie einige Eingeborene. Danach segelten sie nach Süden entlang der Westamerikanischen Küste bis Acapulco, wo sie am 22. November anlangten.
Ein Hauptziel der Reise war die Suche nach den vermuteten Inseln des Anson Archipelago: Rica de Oro, Rica de Plata und Armenio, sowie die Suche nach einer profitablen Transportroute für chinesische Güter nach Neuspanien. De Unamono schloss, dass die Inseln nicht vorhanden sind und seine Suche nach einer Handelsroute war ein Affront, wie Galis Reise drei Jahre früher, da das Monopol dafür von der Spanischen Krone den Manila-Galeonen zugesprochen hatte. Die offizielle Handelsgaleone, welche 1587 von Manila aufbrach, die Santa Ana, erreichte die kalifornische Küste einen Monat später als die Esperanza, wurde aber dann mit ihrer Fracht von zwei englischen Kaperschiffen (privateer ships) aufgebracht, die von Sir Thomas Cavendish kommandiert wurden.
Unamuno hatte Alonso Gómez als Pilot, eine Crew von Spaniern und indigenen Filipinos, sowie drei franziskanische Mönche als Passagiere, nämlich Martín Ignacio de Loyola, Francisco de Nogueira und einen dritten, dessen Name unbekannt ist. In De Loyolas Begleitung war ein junger japanischer Konvertit.